# در برج ثور
در برج ثور (دانمارکی: I Tyrens tegn) یک فیلم اروتیک کمدی و عاشقانۀ دانمارکی است که در سال ۱۹۷۴ منتشر شد. این فیلم، دومین فیلم از مجموعه فیلم‌های زودیاک (مجموعه‌ای از فیلم‌های کمدی جریان اصلی) است که حاوی صحنه‌های سکس هاردکور است.

## گزیدهٔ بازیگران
- سیگه هورنه-راسموسن
- اوله سولتوفت
- بنت واربورگ
- کارل استگر
- کیت مونت
- لوئیز فرورت
- انه بی واربورگ
- السه پیترسن
- اوله مونتی
- پربن مارت